# Cổng mặt trời (phim truyền hình)
Cổng mặt trời là một bộ phim truyền hình được thực hiện bởi Đài Truyền hình Thành phố Hồ Chí Minh cùng Công ty cổ phần truyền thông đa phương tiện Lasta do Nguyễn Dương làm đạo diễn. Phim phát sóng vào lúc 20h45 từ thứ 5 đến Chủ Nhật hàng tuần bắt đầu từ ngày 22 tháng 1 năm 2010 và kết thúc vào ngày 27 tháng 3 năm 2010 trên kênh HTV7.

## Nội dung
Cổng mặt trời xoay quanh cuộc sống của những cô cậu học trò thời sinh viên, khi họ còn là những con người trong sáng, ngây thơ và tinh nghịch. Dù vậy, nhiều người cũng vấp phải những biến cố trong cuộc đời tưởng như sẽ ngăn bước họ đến với tương lai; nhưng sau cùng, họ vẫn trưởng thành và có được cho riêng mình những bài học để bước vào đời với một tâm thế khác trước…

## Diễn viên
- Ngọc Lan trong vai Thu Hồng[5]
- Lê Bê La trong vai Tùng[5]
- Nguyệt Ánh trong vai Cúc[5]
- Tú Vi trong vai Trà[5]
- Kha Ly trong vai Liên[5]
- Hiền Trang trong vai Mai[5]
- Lương Thế Thành trong vai Bình[5]
- Hùng Thuận trong vai Cường[5]
- Hòa Hiệp trong vai Vỹ[5]
- Đình Hiếu trong vai Hoàng Giang[5]
- Nguyễn Lê Bá Thắng trong vai Gia Đoàn[5]
- Ánh Hoa trong vai Bà Hai
- Kim Phương trong vai Bà Ba
- Huỳnh Anh Tuấn trong vai Văn
- Kinh Quốc trong vai Cao Dũng
- Công Ninh trong vai Ba Thảo
- Văn Ruy trong vai Thông
- Phùng Ngọc Huy trong vai Quốc
- Mai Phương trong vai Thái Vân
- Quang Thảo vai Khoa
- Thiên Kim trong vai Bà Ngoại Cúc
- NSƯT Phi Điểu trong vai Bà Sáu
- Hoàng Lan trong vai Bà Nga
- Trấn Thành trong vai Bạn của Quốc
- Hải Lý trong vai Bà Gấu (chủ nhà trọ nam)
- Bảo Giang trong vai Ông Vinh
- Hữu Thạch trong vai Cậu Đen
- Huy Cường trong vai Quản Lý Quán Bar
- Quách Khoa Nam trong vai Toàn
- Nguyễn Sanh trong vai Thầy Giáo Đoàn
- Bích Hằng trong vai Bà Chủ Quán Đầu Hẻm
- Huỳnh Ngân trong vai Ly
- Thủy Cúc trong vai Mẹ Quốc
- Lâm Hải Sơn trong vai Luân
- Kim Phượng trong vai Quản Lý Trung Tâm Gia Sư
- Hoài An trong vai Bà Ngọc
- Thái Quốc Nguyên trong vai Tân
- Huỳnh Ngọc Lan (Lan Mập) trong vai Thúy
- Hồng Anh trong vai Mẹ Đoàn
- Thảo Ly trong vai Loan
- Bảo Khương trong vai Ông Định
- Thành Bỉ trong vai Bác Sĩ Thành
- Minh Cường trong vai Tú Nhà Văn
- Thanh Long Trẻ trong vai Thắng
- Hồng Thy trong vai Thảo
- Bảo Tâm trong vai Tuyết
- Hồng Hạnh trong vai Dì Hoa
- Puka trong vai Nhân viên trung tâm gia sư

Cùng một số diễn viên khác....

## Ca khúc trong phim
Bài hát trong phim là ca khúc "Giấc mơ ngày xưa" do Việt Anh sáng tác và Kasim Hoàng Vũ, Hiền Thục thể hiện. Sau đó được Tú Vi thể hiện lại trong chương trình Chị đẹp đạp gió rẽ sóng.

## Giải thưởng
| Năm  | Giải thưởng    | Hạng mục                                | (Người) đề cử  | Kết quả   | Tham khảo     |
| ---- | -------------- | --------------------------------------- | -------------- | --------- | ------------- |
| 2010 | Giải Cánh diều | Phim truyện truyền hình                 | —              | Bằng khen | [ 7 ]         |
| 2010 | Giải Mai Vàng  | Nam diễn viên truyền hình               | Phùng Ngọc Huy | Đoạt giải | [ 8 ]         |
| 2010 | Giải Mai Vàng  | Nam diễn viên truyền hình               | Hòa Hiệp       | Đề cử     | [ 9 ]         |
| 2010 | Giải Mai Vàng  | Nữ diễn viên truyền hình                | Lê Bê La       | Đề cử     | [ 9 ]         |
| 2010 | Giải Mai Vàng  | Nữ diễn viên truyền hình                | Kim Phượng     | Đề cử     | [ 9 ]         |
| 2010 | Giải Mai Vàng  | Phim truyền hình                        | —              | Đoạt giải | [ 10 ] [ 11 ] |
| 2011 | HTV Awards     | Nam diễn viên chính được yêu thích nhất | Hòa Hiệp       | Đoạt giải | [ 12 ]        |